# Línea 5 (Metrovalencia)
La línea 5 del metro de Valencia es un servicio de ferrocarril metropolitano integrado en la red de Metrovalencia que une el puerto de Valencia con su aeropuerto. Fue inaugurada el 30 de abril del 2003 y en la actualidad cuenta con 18 estaciones, todas ellas soterradas, a lo largo de 12,95 kilómetros.
Del 27 de junio al 31 de agosto de 2025, por obras de mejora en la infraestructura, el tramo de metro entre las estaciones de Aragó y Marítim permanecerá cerrado.

## Historia
La línea 5 fue inaugurada el 30 de abril del 2003, mediante la puesta en marcha de un túnel de 2.3 km y tres estaciones desde la estación de Alameda hasta Ayora. 
El 2 de abril del 2007 se inauguró la estación de Marítim, una estación intermodal diseñada para unir la línea 5 con el servicio de tranvía al puerto. Tras la reorganización de las líneas en 2015, esta estación tiene correspondencia con los tranvías de las líneas 6 y 8 de Metrovalencia. 
El 18 de abril del mismo año se abrió el tramo de 4,9 kilómetros comprendido entre la estación de Mislata Almassil y el Aeropuerto de Manises.
Desde el día 30 de octubre hasta el 2 de diciembre de 2024, a consecuencia de las graves inundaciones acontecidas en la provincia de Valencia, el servicio en esta línea fue suspendido.

## Lugares a los que la línea da servicio
- Jardín de Ayora (estaciones de Ayora y Amistat).
- Estadio de Mestalla (estación de Aragó).
- Zona comercial (estación de Colón).
- Estación del Norte (Valencia) y Plaza de Toros (estación de Xàtiva).
- Jefatura Superior de Policía y Biblioteca General (estación de Àngel Guimerà).
- Hospital General Universitario de Valencia (estación de Nou d'Octubre).
- Hospital de Manises (estación de Salt de l’Aigua)
- Aeropuerto de Valencia (estación de Aeroport).